# Parepierus salvazai
Parepierus salvazai är en skalbaggsart som först beskrevs av Desbordes 1919.  Parepierus salvazai ingår i släktet Parepierus och familjen stumpbaggar. Inga underarter finns listade i Catalogue of Life.